# Pansarguldstekel
Pansarguldstekel (Holopyga generosa) är en art inom släktet rätvinkelguldsteklar (Holopyga) och familjen guldsteklar (Chrysididae). Arten beskrevs av Förster 1853 och är reproducerande i Sverige.